# پی‌جی هاروی
پُلی جِین هاروی MBE (به انگلیسی: Polly Jean Harvey؛ زادهٔ ۹ اکتبر ۱۹۶۹) که با نام هنری پی‌جِی هاروی (به انگلیسی: PJ Harvey) شناخته می‌شود، خواننده-ترانه‌پرداز می‌باشد. او که عمدتاً به‌عنوان خواننده و گیتاریست شناخته می‌شود، در نواختن طیف گسترده‌ای از سازها نیز مهارت دارد.
هاروی نام خود را به‌عنوان یکی از ترانه‌سرایان منحصربه‌فرد و تأثیرگذار دههٔ ۹۰ میلادی و در جایگاه هنرمندی مطرح کرده که در آثارش معمولاً به مضامینی همچون عشق، سکس و مذهب می‌پردازد و شیوهٔ روایت او اغلب با صداقتی مرعوب‌کننده، فضایی سیاه، و بیان احساسات به صورت تجسم‌پذیر همراه است.
یک جایزهٔ مرکوری، ۷ نامزدی بریت اواردز، ۵ نامزدی جایزهٔ گرمی به‌علاوهٔ دو بار نامزدی جایزهٔ مرکوری از افتخارات پی‌جِی هاروی تا به امروز است. نشریهٔ رولینگ استون در سال ۱۹۹۲ هاروی را به‌عنوان «بهترین هنرمند جدید» و «بهترین خواننده/ترانه‌سرای سال» انتخاب کرد و در سال ۱۹۹۵ او را به عنوان «بهترین هنرمند سال» برگزید. نام دو آلبوم از آثار پی‌جِی هاروی در لیست «۵۰۰ آلبوم برتر تمامی دوران» این نشریه به چشم می‌خورد.

## سال‌های آغازین
او با نام کامل پُلی جِین هاروی زادهٔ ۹ اکتبر سال ۱۹۶۹ است. پدرش رِی نام داشت و سنگ‌کار بود و مادرش اِوا، پیکرتراش بود. از کودکی توسط پدر و مادرش با موسیقی بلوز، جز و آرت راک آشنا شد و به آثار هنرمندانی چون هاولین ولف، رابرت جانسون، جیمی هندریکس و کپتین بیف‌هارت علاقه‌مند شد. در نوجوانی به نواختن سازهای مختلفی مانند ساکسوفون، ویلون و گیتار روی آورد و در همان سال‌ها با چند گروه موسیقی همکاری کرد.

## زندگی حرفه‌ای
در سال ۱۹۹۱ به لندن رفت تا در رشتهٔ پیکرتراشی تحصیل کند اما اشتیاق‌اش به موسیقی او را در مسیر دیگری قرار داد و بالاخره به همراه راب اِلیس (درامر) و ایان اولیور (بیسیست)-که به‌زودی Steve Vaughan جایگزین او شد- گروهی ۳ نفره به نام «پی‌جِی هاروی» تشکیل دادند. آن‌ها مدتی بعد نخستین ای‌پی گروه با نام لباس را برای دستمزدی کم‌تر از ۵۰۰۰ دلار ضبط کردند.
گروه در بهار ۱۹۹۲ اولین آلبوم استودیویی‌شان با نام خُشک را منتشر کردند که توسط آیسلند رکوردز در آمریکا منتشر شد. خُشک مورد ستایش قرار گرفت و در پی موفقیت آلبوم، هاروی و گروهش تور گسترده‌ای برگزار کردند. پس از پایان تور هاروی به لندن بازگشت و کار روی آلبوم دوم گروه را آغاز کرد. در سال ۱۹۹۳ ابتدا گروه آلبوم Rid of Me را منتشر کردند. آلبوم دوم نیز با استقبال مواجه شد و گروه مجدداً به برگزاری یک دوره تور مشغول شدند. در پایان همان سال آلبوم تکی هاروی که 4-Track Demos نام داشت و در واقع نسخهٔ اصلی قطعات آلبوم Rid of Me بود روانهٔ بازار شد.
پس از پایان تور Rid of Me راب اِلیس و Steve Vaughan راه جداگانه‌ای از گروه درپیش گرفتند و هاروی با نوازندگان جدید کار را ادامه داد. مایک هاروی به‌عنوان بیسیست و جان پریش و جو گور (هر دو گیتاریست) هم‌گروهی‌های جدید هاروی بودند. Bring You My Love که در فوریهٔ ۱۹۹۵ منتشر شد تحسین منتقدان را برای پی‌جی هاروی به همراه داشت. با تغییر در ترکیب گروه، هاروی در نوع موسیقی گروه هم تغییراتی داده بود و آهنگ‌های آلبوم جدید آلترنتیو راکی بودند که صداهای‌شان رساتر و بلوزی‌تر بود. به لطف حمایت قابل توجه نشریه‌ها و پخش مکرر تک‌آهنگ «Down by the Water» از ام‌تی‌وی و رادیو مدرن راک، آلبوم به مرور مسیر موفقیت را پیمود و در ردهٔ ۴۰ام جدول پرفروش‌ترین‌های آمریکا قرار گرفت. هاروی تمام سال ۱۹۹۵ را به برگزاری تور Bring You My Love گذراند و سال بعدش بیشتر به استراحت و کم‌تر به موسیقی پرداخت. از معدود فعالیت‌های موسیقی هاروی در سال ۱۹۹۶ همکاری با نیک کیو در ضبط آلبوم Murder Ballads و انتشار آلبوم دونفرهٔ Dance Hall at Louse Point با جو پریش بود.
در پی بازگشت اِلیس، پی‌جِی هاروی مجدداً شکل گرفت و گروه آلبوم ?Is This Desire را در سال ۱۹۹۸ روانهٔ بازار کردند. دو سال بعد آن‌ها آلبوم داستان‌هایی از شهر، داستان‌هایی از دریا را منتشر کردند که در واقع نوعی بازگشت هاروی به فضای آلبوم‌های اولیه‌اش بود. قطعات آلبوم جدید، حال و هوایی پرخاشگر داشتند که نتیجهٔ ۶ ماه اقامت هاروی در شهر نیویورک در سال ۱۹۹۹ بود. داستان‌هایی از شهر، داستان‌هایی از دریا در سال ۲۰۰۱ یک جایزهٔ مرکوری برای هاروی به ارمغان آورد. او اولین زنی است که به دریافت این جایزه مفتخر شده‌است.